# Hispania F111
Hispania F111 foi o modelo de carro de corrida desenvolvido e construído pela equipe Hispania Racing para a temporada 2011 da Fórmula 1. Foi pilotado por Narain Karthikeyan, Vitantonio Liuzzi e Daniel Ricciardo. Ricciardo substituiu Karthikeyan a partir do GP da Inglaterra. 
No dia 8 de fevereiro, antes mesmo do lançamento oficial, a equipe divulgou imagens do novo modelo em seu site oficial. O visual gráfico foi desenhado por Daniel Simon e apresenta muitas diferenças em relação ao modelo anterior.
A caixa de câmbio é de produção da equipe Williams, conforme parceria anunciada no final de 2010. O motor é o Cosworth CA2011k, que foi desenvolvido para utilizar o sistema KERS, porém, o carro não possui espaço para o dispositivo.